# Middenrijns voetbalkampioenschap 1929/30
In 1929/30 werd het tweede Middenrijns voetbalkampioenschap gespeeld, dat georganiseerd werd door de West-Duitse voetbalbond. 
FV 1911 Neuendorf werd kampioen en VfB Lützel vicekampioen. Beide clubs plaatsten zich voor de West-Duitse eindronde. In de eindronde voor vicekampioenen verloor Lützel meteen van Düsseldorfer TSV Fortuna 1895. 
De acht kampioenen werden over twee groepen van vier verdeeld en Neuendorf werd laatste in groep zuid en was uitgeschakeld. 

## Bezirksliga
| Plaats | Club                | Wed. | W  | G | V  | Saldo | Ptn.  |
| ------ | ------------------- | ---- | -- | - | -- | ----- | ----- |
| 1.     | FV 1911 Neuendorf   | 16   | 11 | 4 | 1  | 54:17 | 26:6  |
| 2.     | VfB Lützel          | 16   | 9  | 3 | 4  | 42:31 | 21:11 |
| 3.     | SVgg 1910 Andernach | 16   | 7  | 6 | 3  | 43:30 | 20:12 |
| 4.     | TuS Mayen 1886      | 16   | 8  | 4 | 4  | 37:31 | 20:12 |
| 5.     | SV 1911 Elz         | 16   | 5  | 6 | 5  | 23:42 | 16:16 |
| 6.     | FV Engers 1907      | 16   | 6  | 1 | 9  | 44:47 | 13:19 |
| 7.     | SC Koblenz 1900/02  | 16   | 5  | 2 | 9  | 31:25 | 12:20 |
| 8.     | SC 07 Bad Neuenahr  | 16   | 4  | 3 | 9  | 15:33 | 11:21 |
| 9.     | SC 1904 Neuwied     | 16   | 1  | 3 | 12 | 27:60 | 5:27  |

|  | Kampioen, Geplaatst voor de West-Duitse eindronde |
|  | Geplaatst voor de West-Duitse eindronde           |